# عربی شامی
عربی شامی (اللَّهْجَةُ الشَّامِیَّة) یک ناحیه همگرایی زبانی عربی است که در سرزمین شام رایج است. این گویش با دارا بودن بیش از ۳۰ میلیون سخنور، یکی از ۵ گویش اصلی زبان عربی به‌شمار می‌رود.
از عربی شامی در قالب دوزبان‌گونگی جهان عرب، برای مصارف روزمره استفاده می‌شود، در حالی که بیشتر اسناد و رسانه‌های مکتوب و رسمی از عربی نوین معیار استفاده می‌کنند.

## دسته‌بندی
عربی شامی بسیار به عربی موصلی، عربی آناتولیایی و عربی قبرسی نزدیک است.

### شامی شمالی
گویش‌های عربی شامی شمالی عبارتند از:
- سوری: همچون لهجه‌های دمشقی و حلبی.
- لبنانی: لهجه‌های لبنانی شمالی، لبنانی جنوبی، لبنانی کوهی، عربی دروزی، لبنانی معیار، بقاعی، سنی بیروتی، سنی صیدایی، سنی اقلیم‌الخروبی، جدیده‌ای
- چوکوروا، ترکیه: کیلیکیایی/چوکوروایی

### شامی جنوبی
گویش‌های عربی شامی جنوبی عبارتند از:
- اردنی: روستایی، شهری
- فلسطینی: روستایی، شهری
- اسرائیلی: روستایی، شهری